# 케냐의 커피 산업

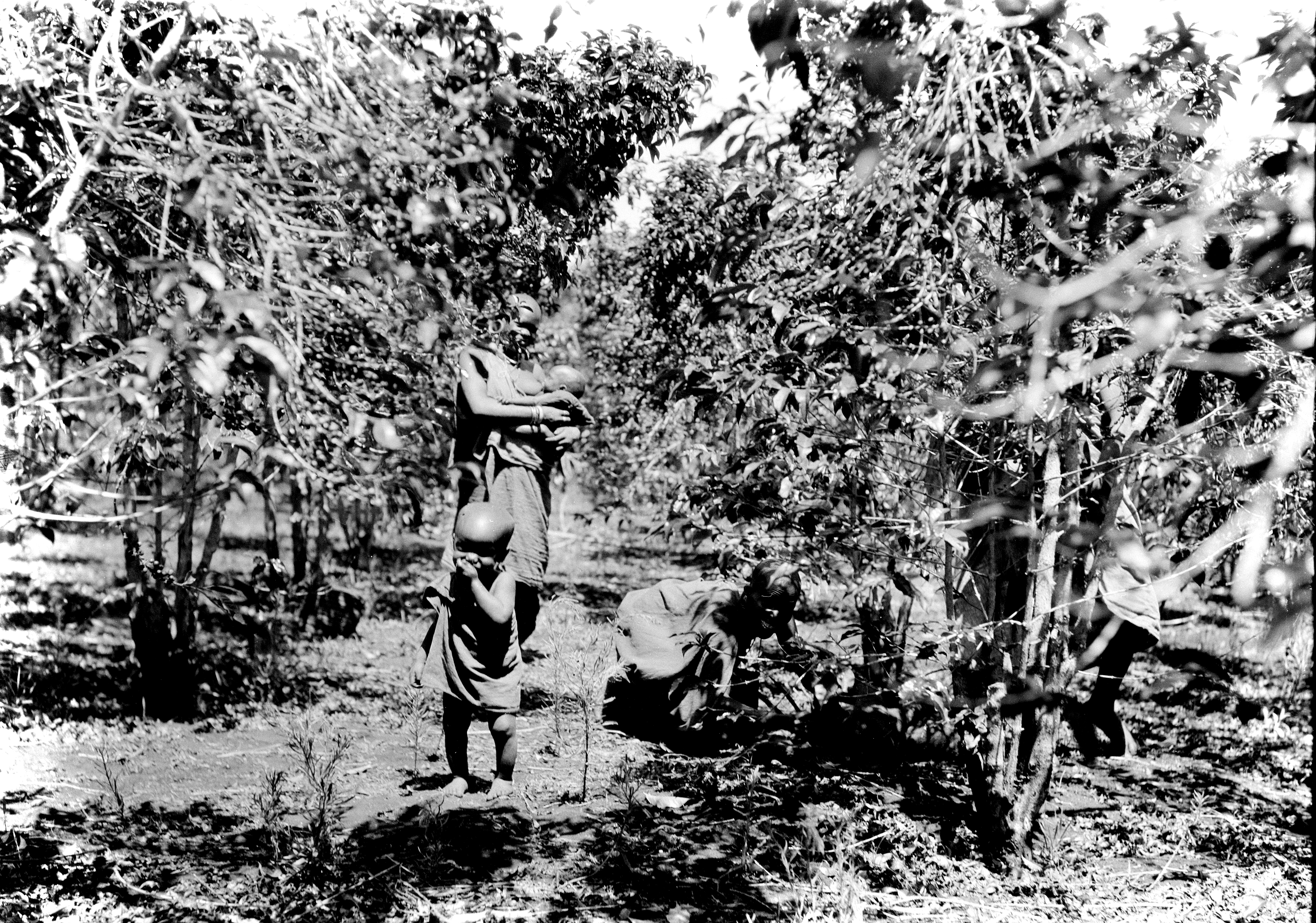
1936년에 케냐에서 커피를 재배하는 모습

케냐의 커피 산업은 주로 케냐산 근지에서 이루어진다.

## 같이 보기
- 탄자니아의 커피 생산